# کلیات بیدل دهلوی
کلیات بیدل دهلوی مجموعه آثار منظوم و منثور ابوالمعانی میرزا عبدالقادر بیدل دهلوی را در بر می‌گیرد. تا سال ۱۳۴۱ شمسی مجموع آثار این شاعر به صورت کامل و دقیق جمع‌آوری و چاپ نشده بود، و نسخه‌های منتشرشده شامل کلیهٔ آثار بیدل نبودند. در اوایل مرداد سال ۱۳۴5 هجری شمسی جلد اول کلیات بیدل (غزلیات) در چاپخانهٔ معارف افغانستان چاپ شد، و در ادامه جلدهای بعدی یکی پس از دیگری برای اولین بار در این چاپخانه چاپ شدند.

## محتوا
کلیات بیدل دهلوی شامل چهار جلد است.
1. جلد اول: غزلیاتشامل ۵۹ غزل
2. جلد دوم: ترکیب‌بند، ترجیع‌بند، قصاید، قطعه، رباعیات، و مخمسات شامل آثار منظورم بیدل به جز غزلیات و مثنوی‌ها
3. جلد سوم: مثنوی‌ها شامل چهار مثنوی عرفان، طلسم حیرت، طُور معرفت، و محیط اعظم
4. جلد چهارم: آثار منثور شامل چهار عنصر، رقعات، و نکات

### غزلیات
دیوان غزلیات بیدل دهلوی شامل ۲۸۵۹ غزل و حدود پنجاه‌هزار بیت است که تمام این اشعار به زبان فارسی سروده شده‌است.

### رباعیات
دیوان رباعیات بیدل دهلوی شامل حدود ۴۰۰۰ رباعی است.

### مثنوی‌ها

#### محیط اعظم
مثنوی محیط اعظم بر وزن «فَعولُن فعولن فعولن فَعَلْ» (وزن شاهنامهٔ فردوسی) که مشتمل بر حدود شش‌هزار بیت است.

#### طلسم حیرت
مثنوی دوم از مثنوی‌های کلیات بیدل دهلوی است؛ و بر وزن «مفاعیلن مفاعیلن فعولن» و به پیروی «یوسف و زلیخا» عبدالرحمن جامی، که مشتمل بر حدود شش‌هزار بیت است.

#### طور معرفت
طُوَرِ معرفت مثنوی دوم از مثنویات عرفانیات بیدل دهلوی است که بر وزن «یوسف و زلیخا» ی جامی و «شیرین و خسرو» ی امیرخسرو دهلوی است که در هزار و سیصد بیت است و سفرنامه‌ای رمزی است که آن را طور معرفت می‌نامیده‌اند. بیدل در این مثنوی مانند شبستری کوه طور یا سینا را مقام تجلی و جلوه دانسته‌است. این مثنوی دارای سه‌هزار بیت است.

#### عرفان
مثنوی عرفان که در وزن حدیقةالحقیقه سنایی در طول ۳۰ سال تکمیل شده‌است و شامل یازده‌هزار بیت است.

### چهار عنصر
چهار عنصر کتابی است در قالب نثر که عبدالقادر بیدل دهلوی آن را نوشته‌است و شرح زندگینامه، سفرها و دیدارها و استادان و مراحل مختلف زندگی خود را به شکلی شاعرانه و جذاب تحریر کرده‌است.

## انتشار
تقریباً مجموعه ای از آثار او در سال ۱۲۹۹هجری قمری در چاپخانهٔ صفدری در بمبئی به اهتمام ملا نور دین بن جیواو به دستور مختار شاه کشمیری و ملا عبدالحکیم مرغینانی نوشته شده‌است. چند بار هم در هند و ماوراءالنهر -گاهی غزلیات و گاهی هم غزلیات با یکی دو اثر دیگر وی چاپ شده بود؛ ولی هیچ‌یک از این نسخه‌ها شامل همهٔ آثار بیدل نبوده‌است. تنها نسخهٔ چاپخانه صفدری نسبت به تمام نسخه‌های چاپ‌شده کامل‌تر بود، اما این نسخه نیز تمام آثار منظوم و منثور بیدل را در برنداشت و سرشار از خطاهای املایی بود. گذشته از آن چون نوشتن کتاب در متن و حاشیه صورت گرفته بود، برای خواننده خسته‌کننده بود. با وجود کمبودهای موجود در کتاب، نسخه‌های آن نایاب شده بود.
نسخهٔ جامع دیگری بعدها توسط سردار نصرالله خان نائب السلطنه در چاپخانهٔ کابل به شکل حروفی با قطع بزرگ، زیر چاپ رفت. اما چاپ نسخهٔ مذکور، که در ترتیب و تدوین آن جمعی از ادیبان افغانستان اهتمام ورزیده بودند، نزدیک به پایان ردیف دال رسیده بود که با مرگ نائب‌السلطنه ناتمام ماند.
در نهایت در سال ۱۳۴۱ اولین جلد از کلیات بیدل شامل غزلیات در چاپخانهٔ معارف افغانستان چاپ شد و به همین ترتیب نسخه‌های بعدی تا سال ۱۳۴۴ به صورت کامل در همین چاپخانه چاپ شدند.

### تصحیح
تا کنون کلیات بیدل دهلوی توسط افراد مختلفی تصحیح شده‌است. نسخهٔ کابل که توسط خلیل‌الله خلیلی و خال‌محمد خسته تصحیح شده‌است که شامل کلیهٔ آثار اوست. علاوه بر این نسخهٔ دیگری از غزلیات بیدل توسط پرویز عباسی داکانی و اکبر بهداروند تصحیح شده‌است.

## نسخه‌های کلیات بیدل

### نسخه‌های کامل
- نسخهٔ چاپی وزارت علوم افغانستان
- نسخهٔ چاپی چهارجلدی، ناشر دپوهنی وزارت و دارالتألیف ریاست، سال ۱۳۴۱
- کلیات ابوالمعانی میرزا عبدالقادر بیدل دهلوی به تصحیح خلیل‌الله خلیلی و خال‌محمد خسته شامل تمام آثار بیدل در چهار جلد

### دیوان غزلیات
- غزلیات بیدل به تصحیح پرویز عباسی داکانی و اکبر بهداروند
- نسخهٔ صوتی غزلیات بیدل با خوانش سیدحسن حسینی (این اثر را سیدحسن حسینی در ۱۴۲ ساعت روایت کرده‌است)[۳]

## جستارها وابسته
- بیدل
- سبک هندی